# Lasioglossum silvestris
Lasioglossum silvestris är en biart som först beskrevs av Michener 1980.  Lasioglossum silvestris ingår i släktet smalbin, och familjen vägbin. Inga underarter finns listade i Catalogue of Life.